# SRV 레코드
SRV 레코드(SRV record)는 DNS의 데이터 규격 중 하나이다. RFC 2782에 정의되어 있으며 타입 코드는 33이다.

## 레코드 포맷
SRV 레코드는 다음 형태를 지닌다:
```
_service._proto.name. TTL class SRV priority weight port target.
```

## 같이 보기
- DNS 레코드 타입 목록
- MX 레코드